# Arytera miniata
Arytera miniata är en kinesträdsväxtart som beskrevs av H. Turner. Arytera miniata ingår i släktet Arytera och familjen kinesträdsväxter. Inga underarter finns listade i Catalogue of Life.